# Štěnovice
Štěnovice är en ort i Tjeckien.   Den ligger i regionen Plzeň, i den västra delen av landet, 90 km sydväst om huvudstaden Prag. Štěnovice ligger 346 meter över havet och antalet invånare är 1 401.
Terrängen runt Štěnovice är huvudsakligen platt, men söderut är den kuperad. Runt Štěnovice är det ganska tätbefolkat, med 75 invånare per kvadratkilometer. Närmaste större samhälle är Plzeň, 8,7 km norr om Štěnovice. Trakten runt Štěnovice består till största delen av jordbruksmark.